# Flyvekontroltjeneste
Flyvekontroltjeneste (Air Traffic Control service – ATC) består i at forebygge sammenstød mellem luftfartøjer, herunder at forebygge sammenstød mellem luftfartøjer på jorden og hindringer, samt at fremme og regulere lufttrafik.
I Danmark udføres denne funktion af Naviair, der er en selvstændig offentlig virksomhed.
Trafikstyrelsen har udstedt certifikat & designering til Naviair, jf. Single European Sky EU forordningerne 550/2004 samt 2096/2006.